# Annales du Muséum d'Histoire Naturelle
Annales du Muséum d'Histoire Naturelle (abreviado Ann. Mus. Hist. Nat.) fue una revista con ilustraciones y descripciones botánicas que fue edita en París desde el año 1805 hasta 1813 y el número 21 (un índice los 20 números anteriores) en el año 1827. Fue precedido por Annales du Muséum National d'Histoire Naturelle.